# Курос
Ку́рос (др.-греч. κοῦρος) — тип статуи юноши-атлета, обычно обнажённого, характерный образец древнегреческой пластики периода архаики (ок. 650 г. до н.э. — 500 г. до н. э.).
Куросы ставились в святилищах и на гробницах; они имели преимущественно мемориальное значение, но могли быть и культовыми образами.
Женский аналог куроса — кора.

## Термин
Древнегреческое слово κοῦρος, (мн. ч. κοῦροι) означает «юноша». Оно использовалось Гомером для обозначения молодых солдат. С V века до н. э. оно применяется для обозначения подростков, безбородых мужчин — но уже не детей. (Ср. эфеб).
Современные историки искусства начали использовать это слово для определения специфического типа мужского ню начиная с 1890-х годов. Как синоним также использовались термины «Аполлон» или «архаический Аполлон», так как предполагалось, что куросы изображали идеализированного юного Аполлона. Сейчас это выражение считается устаревшим.

## Описание
Куросы отличаются строгой фронтальностью композиции, суммарностью трактовки форм человеческого тела; лица их оживлены т. н. архаической улыбкой.
Они изображали молодых людей, стоящих во фронтальной позе, с левой ногой, выдвинутой вперед. Руки тесно прижаты к телу — к бедрам, прямо вытянуты вдоль туловища, и пальцы согнуты (хотя есть и несколько статуй, одна из рук которых согнута в локте, протягивая приношение).
Куросы демонстрируют практически идеальную симметрию во всех анатомических частях тела, сведенных к простым геометрическим формам.

### Эволюция
Самые ранние куросы изготавливались из дерева (см. ксоанон) и поэтому не сохранились. Но в VII в. до н. э. греки научились у древних египтян искусству обработки камня металлическими инструментами, и начали высекать куросов из горных пород — по большей части из паросского и самосского мрамора. Причем в отличие от своих предшественников они использовали уже не медь и бронзу, а железо, поэтому могли резать лучше.
Типичные памятники периода архаики, куросы создавались, когда Греция испытывала культурное влияние Древнего Египта, как это можно заметить по характерной статичной фронтальной позе — вероятной реминисценции изображений фараонов. Греки могли видеть много подобных статуй, посещая Египет в качестве купцов или же наемных солдат.
Как и их прототипы-фараоны, куросы часто высекались с выдвинутой ногой (в шаге), с поднятой головой и прямым пристальным взглядом и с архаической улыбкой на устах.
Изображенные юноши всегда были обнажёнными, в крайнем случае с поясом, иногда в сандалиях. Трактовка их лиц и голов показывает культурное влияние Крита: волосы они носят длинными, заплетенными или украшенными по критской моде, а в разрезе их глаз иногда заметен узнаваемый египетский очерк, который часто копировался критским искусством.
Но сходство между египетскими и греческими статуями не касается сути: куросы с начала VII века начали демонстрировать признаки любопытствующей души, неугасающее ощущение свободы и любопытство греческих скульпторов.

#### На пути к классике
К концу VI в. до н. э. куросам начали придавать более расслабленные позы, и их прически стали больше походить на моду материковой Греции.
В VI в. до н. э. размер куросов стал увеличиваться, по мере богатения греков и роста их навыков при работе с мрамором. Некоторые из них стали в три или даже в четыре раза превышать человеческий рост. Например, несколько из самых крупных куросов были изготовлены для Самосского Герайона (храма Геры на о. Самос), получившего щедрые дары от тирана Поликрата. Оттуда происходит самый большой из известных, высотой в 5 м. Он был найден в 1981 г, сейчас находится в Самосском Археологическом Музее, который пришлось перестроить, чтобы он поместился.
«Мальчик Крития» (ок. 490-80 гг. до н. э., Музей Акрополя), атрибутируемый Критию, демонстрирует эволюцию от архаической к классической скульптуре во время первой греко-персидской войны. Его реалистические пропорции и деталировка уже основаны на визуальном опыте и математически рассчитанных пропорциях (например, Канон Поликлета), а не на схематических идеалах предыдущего поколения.

### Предназначение
В VII в., когда появились первые статуи человека в полный рост, куросы служили для двух целей. В храмах они были знаком вотивных обещаний видных эллинов, чему свидетельство — надписи, которые часто встречаются на их постаментах. Кроме того, их также устанавливали на кладбищах, чтобы обозначить могилы знатных граждан. На кладбищах эти куросы изображали покойных, как греческий идеал маскулинности. В самый ранний период, вероятно, куросам приписывались магические способности, и они могли быть вместилищем даймона богов (традиция, сохранившаяся и в последующее время).
Курос никогда не был портретом какого-то конкретного индивидуума. К примеру, один из известных куросов служил надгробием Кроисосу (Kroisos), афинскому солдату, и на постаменте его написано: «Остановись и погорюй перед памятным камнем Кроисоса, теперь покойного». Древнегреческое слово «памятный камень» — sema, употребленный здесь, показывает, что этот курос был символической репрезентацией воина, а не его портретом.
Хорошо известный пример двойного куроса — «Клеобис и Битон», найденный в Дельфах. Эти парные статуи датируются примерно 580 г. до н. э. и изображают двух легендарных героев Пелопоннесса. Хотя надпись на базе идентифицирует их как Клеобиса и Битона, они — типичные куросы, воплощающие архаические пелопоннесские добродетели сыновнего долга и физической силы, а не реальные личности.
Надпись на левом бедре большого Самосского куроса гласит, что он был посвящён Гере ионийским аристократом по имени Исхес (Isches) — большинство куросов было заказано знатными греками как приношения храмам, или членами их семей, чтобы поставить на могилах. Скульптура из мрамора была дорогим удовольствием, и только очень обеспеченный человек мог оплатить скульптору создание подобной работы. Таким образом, куросы — это репрезентация богатства и силы аристократического класса Древней Греции. И когда это сословие потеряло власть в VI в. до н. э. так же сошла на нет мода на куросов, как в политическом, так и в художественном смысле.
К концу VI в., одновременно с постепенным исчезновением социального заказа, тип куросов отступил, дав дорогу натуралистичным изображением реальных людей. Среди ранних примеров такого искусства — скульптурная группа «Гармодий и Аристогитон», созданная в Афинах ок. 500 г. до н.э. Эти две парные статуи ещё демонстрируют определенную формальность традиций куросов, но уже намного жизнеподобнее. Значимо, что «Гармодий и Аристогитон» были мемориалом установки в Афинах именно демократии. Это — пример одновременно замены и иконографии куросов и аристократической системы правления.

## Галерея
- Мюнхенский курос
- Курос из храма Аполлона Птооса в Беотии
- Курос Священных Ворот
- Миланский курос

## Интересные факты
- Выдвинутая вперёд нога делала статуи «идущими» — см. Палефат. «О невероятном»: «Говорят, что Дедал изготовлял статуи, которые сами собой передвигались. Мне представляется невозможным, чтобы изображения ходили сами собой. Истина здесь в следующем. Мастера, которые тогда изготовляли статуи и изображения людей, делали их с плотно сомкнутыми ногами и с руками, прижатыми к телу. Дедал же первым сделал статую, выставившую вперед одну ногу. Поэтому люди и говорили: „Дедал заставил эту статую идти, а не сделал стоящей на месте“».